# 미술 평론가

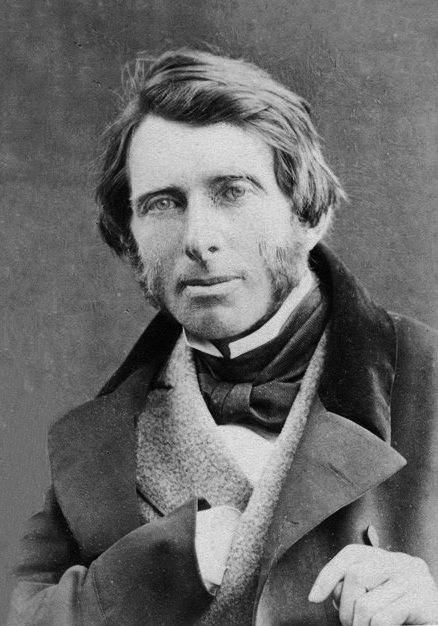
존 러스킨(1819년~1900년)은 레프 톨스토이가 "가슴으로 생각하는 드문 사람들 중 한 명"이라고 묘사한 인물이다. J. M. W. 터너의 작품을 옹호한 러스킨은 제임스 맥닐 휘슬러의 작품을 매우 싫어했다.

미술 평론가(美術評論家) 또는 예술 평론가는 미술 작품을 분석하고, 해석하며, 평가하는 데 전문화된 사람이다. 작성한 비평이나 리뷰는 미술 평론에 기여하며, 신문, 잡지, 도서, 전시 브로셔, 카탈로그, 웹사이트에 게재된다. 오늘날 일부 미술 평론가들은 더 넓은 독자층과 소통하고 토론을 확장하기 위해 미술 블로그와 기타 온라인 플랫폼을 활용한다.

## 의견
미술사와는 달리, 미술 평론가를 위한 제도화된 훈련은 일반적으로 존재하지 않는다. 미술 평론가들은 다양한 배경을 가지고 있으며, 대학 교육을 받았을 수도 있고 그렇지 않을 수도 있다. 전문 미술 평론가들은 예술에 대한 날카로운 안목과 미술사에 대한 철저한 지식을 갖추고 있어야 한다. 일반적으로 미술 평론가는 전시회, 갤러리, 박물관 또는 예술가의 작업실에서 작품을 관람하며, 국가별 지부를 둔 국제미술평론가협회의 회원일 수 있다. 미술 평론 작성만으로 생계를 유지하는 미술 평론가는 매우 드물다.
미술 평론가의 의견은 미술 관련 주제에 대한 토론을 불러일으킬 수 있는 잠재력을 가지고 있다. 이로 인해 미술 출판물과 신문에 글을 쓰는 미술 평론가들의 관점은 미술과 문화에 관한 공공 담론에 기여한다. 미술 수집가와 후원자들은 종종 이러한 평론가들의 조언에 의존하여 그들이 보고 있는 예술에 대한 이해를 높인다. 현재 유명하고 찬사를 받는 많은 예술가들이 당대의 미술 평론가들에 의해 인정받지 못했는데, 이는 주로 그들의 예술이 아직 이해되거나 선호되지 않는 양식이었기 때문이다. 반대로, 일부 비평가들은 새로운 예술 사조를 설명하고 홍보하는 데 특히 중요한 역할을 했다. 예를 들어, 로저 프라이는 탈인상주의 운동을, 로렌스 앨로웨이는 팝 아트를 설명하고 홍보하는 데 중요한 역할을 했다.

## 논란
제임스 엘킨스에 따르면, 제도적, 맥락적, 상업적 기준에 따라 미술 평론과 미술사 사이에는 구별이 있다. 미술 평론의 역사는 대학에서 가르치지만, 미술 평론의 실제는 제도적으로 학계에서 제외된다. 이와 관련된 경험적 글로는 아그니에슈카 그라차의 글이 있다. 제임스 엘킨스에 따르면, 작은 국가와 개발도상국에서는 신문의 미술 평론이 일반적으로 미술사의 역할을 한다. 제임스 엘킨스의 관점은 그의 개인적인 미술사 및 미술사학자와의 연관성을 보여주며, 《미술 평론에 무슨 일이 일어났나》에서 그는 미술사학자들이 미술 평론가들을 거의 출처로 인용하지 않고, 미술 평론가들은 참조할 학문 분야가 없다는 점을 지적함으로써 두 집단 간의 간극을 더욱 강조한다.